# Етинілестрадіол/етоногестрел
Етинілестрадіол / етоногестрел, що, серед інших, продається під торговою маркою НоваРинг (англ. NuvaRing) – це гормональне вагінальне кільце, яке використовується для контрацепції та полегшення перебігу менструації. Препарат містить етинілестрадіол (естроген) та етоногестрел (прогестин). Застосовується шляхом введення у вагіну. Вагітність можлива приблизно у 0,3% жінок, які дотримуються усіх рекомендацій з використання, та у 9% жінок, які використовують контрацептив типово.

## Безпека
До поширених побічних ефектів належать нерегулярні вагінальні кровотечі, нудота, біль у грудях, вагініт, зміни настрою та головний біль. Рідкісні, але серйозні побічні ефекти можуть включати тромбози, синдром токсичного шоку, анафілаксію, жовчнокам'яну хворобу та проблеми з печінкою. 
Цей контрацептив рекомендується використовувати жінкам від 35 років, які палять. Хоча його не рекомендується використовувати під час вагітності, дослідження не виявили шкідливого впливу на плід. Використання під час грудного вигодовування зазвичай не рекомендується, оскільки може зменшитися кількість грудного молока. Основний механізм дії полягає в зниженні рівня гонадотропінів, що призводить до пригнічення овуляції.
Ця комбінація була схвалена для медичного застосування у США у 2001 році. Вона внесена до Орієнтовного переліку основних лікарських засобів, розробленого ВООЗ. У Сполученому Королівстві препарат доступний як дженерик. Станом на 2020 рік місячний запас коштує Національній службі охорони здоров'я Сполученого Королівства 30 фунтів стерлінгів. У США гуртова вартість засобу в такій же кількості становить близько 470 доларів США. У 2017 році цей препарат посідав 177-е місце серед найбільш призначуваних у США – було виписано понад три мільйони рецептів. 
У США було подано судові позови проти компанії Merck із твердженням, що вона приховувала ризики для здоров'я, пов'язані з цим препаратом. У 2014 році справу було врегульовано за 100 мільйонів доларів.